# Wayne Palmer
Wayne Palmer est le frère de l'ancien président des États-Unis, David Palmer, dans la série 24 heures chrono. Il est interprété par D.B. Woodside. Il devient lui même président des États Unis dans la saison 5 de 24 heures chrono.

## Apparitions

### Saison 3
Wayne Palmer fait une assez forte apparition en cette saison 3, il aide Jack Bauer et son frère David.

### Saison 5
Wayne Palmer reste en contact avec Jack après l'assassinat de son frère.
David est tué sous l'ordre de Charles Logan dans la saison 5 et son frère Wayne veut se venger et va devenir président à son tour dans la saison 6.

### Saison 6
Victime d'un attentat destiné à le tuer, il tombe dans le coma avant de se réveiller, mais il prend des médicaments (adrénaline) contre l'avis de son médecin pour donner l'impression qu'il peut toujours assumer ses responsabilités de président. Il retombera dans le coma quelques heures après.
Réalisant des actes de bravoures lors de cette saison, il réussit également à sauver le pays d'une troisième guerre mondiale en annulant une attaque nucléaire ordonnée par le vice-président Daniels. À la fin de cette saison, sa situation reste indéterminée si ce n'est que le vice-président Daniels reste aux commandes. 